# Angulomastacator daviesi
Angulomastacator daviesi Wagner and Lehman, 2009 è un dinosauro erbivoro appartenente agli adrosauri, o dinosauri a becco d'anatra. Visse nel Cretacico superiore (Santoniano/Campaniano, tra 84,9 e 70,6 milioni di anni fa) e i suoi resti fossili sono stati ritrovati negli Stati Uniti (Texas).

## Etimologia
Il nome Angulomastacator deriva dal latino e significa più o meno “masticatore curvo”, con riferimento alla forma del cranio. Un altro riferimento è all'area del Rio Grande nota come Big Bend, dove è stato rinvenuto il fossile ("bend" in inglese significa "curva"). L'epiteto specifico, daviesi, onora Kyle L. Davies, che nel 1983 fu il primo a ipotizzare la presenza di un lambeosauro nella formazione Aguja.

## Descrizione
Tutto ciò che si conosce di questo animale è una mascella parziale dalla forma curiosa. Essa è infatti fortemente piegata verso il basso, con un'angolazione di circa 45° nella sua estremità anteriore. La fila di denti curvava a sua volta verso il basso. Questa mascella è diversa da quella di qualunque altro dinosauro a becco d'anatra. Probabilmente Angulomastacator era un grosso erbivoro semibipede, dalle zampe possenti e dotato di una batteria di denti che si sostituivano quando usurati.

## Distribuzione
Il fossile è stato ritrovato nella formazione Aguja, che si estende tra il Messico settentrionale e il Texas e che ha restituito i fossili di numerosi altri dinosauri, tra cui Agujaceratops. Le bizzarre caratteristiche della mascella di Angulomastacator sostengono l'ipotesi che i dinosauri della Aguja Formation fossero forme endemiche. A causa del ritrovamento di fossili di piante e molluschi, questa formazione è stata interpretata come il deposito di un piccolo affluente.

## Classificazione
Benché la mascella sia di forma molto insolita, le caratteristiche dell'osso fanno pensare che Angulomastacator fosse un dinosauro a becco d'anatra appartenente ai lambeosaurini. Questi erano un gruppo di adrosauri caratterizzato da grandi creste cave sulla cima del cranio, ed è probabile che anche Angulomastacator ne possedesse una.